# Ernesto Halffter
Ernesto Halffter, né le 16 janvier 1905 à Madrid où il est mort le 5 juillet 1989, est un compositeur et chef d'orchestre espagnol. Il était le frère de Rodolfo Halffter et l'oncle de Cristóbal Halffter.

## Biographie
Halffter fit partie du Grupo de los Ocho (Groupe des huit) qui formait une partie de la Génération de 27.
À l'âge de treize ans, il commence à composer de la musique pour piano. Un critique envoie la copie de la partition du trio Homenajes à Manuel de Falla, inaugurant une longue amitié entre les deux compositeurs, avec notamment les leçons de composition données par de Falla. Sinfonietta est une de ses œuvres les plus anciennes, mais aussi la plus belle, elle dénote l'influence de Scarlatti. Plus tard, il eut des sujets plus nationalistes tels que la Rapsodie portugaise. En 1934, il devint directeur et chef d'orchestre du Conservatoire de musique de Séville, mais s'étant marié avec une pianiste portugaise, Alice Câmara Santos, il décida de vivre à Lisbonne jusqu'en 1954.
Lorsque de Falla mourut en 1946, il laissa inachevée sa cantate Atlantida. Se prévalant de l'appui du gouvernement franquiste, Halffter décida de la terminer. La première eut lieu en 1962, mais Halffter estima devoir apporter des modifications à son travail et publia la version définitive en 1976.
En 1983, il reçoit la Médaille d'or du mérite des beaux-arts par le Ministère de l'Éducation, de la Culture et des Sports.
Halffter était un ami proche de Salvador Dalí.

## Œuvres
Il écrivit la musique de plus d'une douzaine de films dont la plus connue El Amor brujo (1967), inspirée par un ballet écrit par Manuel de Falla.

## Compositions
- Hommages : petite suite pour trio (1922)
- Sinfonietta
- Automne malade (poème d'Apollinaire), 1925/1927, publié 1929 (voix et piano ou orchestre)
- Carmen (film, 1926)
- Dos canciones (1927)
- L'hiver de l'enfance (1928-34)
- Canciones del niño de cristal (1931-34)
- Canzone e pastorella pour violoncelle et piano (1934)
- Señora (1938)
- Rapsodia portuguesa pour piano et orchestre (1939)
- Seis canciones portugueseas (1940-41)
- Cançao de Berco (1940-41)
- Canto inca (1944)
- Seguidilla caselera (1945)
- Canción de Dorotea (1947)
- Fantasía española pour violoncelle et piano (1952)
- Atlàntida (complétion du travail de Manuel de Falla, réalisé en 1961 puis révisé en 1976)
- Canticum (1964)
- Psalmi (1967)
- Concerto pour guitare et orchestre (1969)
- Madrigalesca pour guitare (1969)
- Homage to Salvador Dali pour trompettes, percussion, ténor, piano et chœur mixte (1974)
- Pregón (1974)
- Sonatina, ballet en un acte
- Homenaje a Joaquín Turina, pour piano (1988)
- Homenaje a Rodolfo Halffter, pour piano (1988)

## Prix
- 1984 : Prix national de musique